# 597
| 597                |
| ------------------ |
| Dødsfald - Fødsler |
|                    |

| Gregoriansk kalender | 597 DXCVII              |
| Ab urbe condita      | 1350                    |
| Armensk kalender     | 46 ԹՎ ԽԶ                |
| Kinesiske kalender   | 3293 – 3294 丙辰 – 丁巳 |
| Etiopisk kalender    | 589 – 590               |
| Jødisk kalender      | 4357 – 4358             |
| Hindukalendere       |                         |
| - Vikram Samvat      | 652 – 653               |
| - Shaka Samvat       | 519 – 520               |
| - Kali Yuga          | 3698 – 3699             |
| Iransk kalender      | 25 BP – 24 BP           |
| Islamisk kalender    | 26 BH – 25 BH           |

Se også 597 (tal)